# Fransglim
Fransglim (Silene multifida) är en nejlikväxtart som först beskrevs av Johannes Michael Friedrich Adam, och fick sitt nu gällande namn av Paul Rohrbach. 
Fransglim ingår i släktet glimmar och familjen nejlikväxter. Arten är reproducerande i Sverige.